# Evangelisches Gymnasium Hermannswerder
Das Evangelische Gymnasium Hermannswerder ist ein Gymnasium auf der Insel Hermannswerder im Südwesten von Potsdam.

## Geschichte
Das Gymnasium wurde 1908 von Clara Hoffbauer gegründet und war bis zum Ende des Zweiten Weltkrieges ein Lyzeum, bevor es in der DDR als Kirchliches Oberseminar Hermannswerder (KOS) eine koedukative Schule in kirchlicher Trägerschaft wurde. Das angegliederte Internat ermöglichte es Kindern aus dem gesamten Gebiet der DDR, das Abitur abzulegen. Dieses berechtigte in der DDR allerdings nur zu einem Theologie- oder Kirchenmusikstudium an einer kirchlichen Hochschule. In der Bundesrepublik dagegen wurde der Abschluss als allgemeine Hochschulreife anerkannt. Viele Schüler aus kirchlichen Familien, die nicht zur Erweiterten Oberschule zugelassen wurden, bereiteten sich hier auf ein Studium vor. Neben dem Kirchlichen Oberseminar gab es vergleichbare Einrichtungen in Naumburg (Kirchliches Proseminar) und in Moritzburg bei Dresden (Proseminar für den kirchlichen Dienst).
Zu der Zeit des KOS hatte die Schule etwa 90 Schüler im Alter zwischen 16 und 20 Jahren.
Im März 1990 wurde der Abschluss deutschlandweit als allgemeine Hochschulreife für alle Studienrichtungen anerkannt. 1990 wurde das Gymnasium die erste Privatschule auf dem Gebiet der ehemaligen DDR. Seitdem wurde die Schule von ehemals gut 50 Schülern auf 710 Schüler (Januar 2007) erweitert. Bis 2019 war ein Internat angegliedert mit etwa 60 Plätzen in Ein- und Zweibettzimmern.
Das Haupthaus der Schule gehört zu einem Ensemble von einheitlichen Backsteingebäuden, die im neogotischen Stil zu Beginn des 20. Jahrhunderts auf der Insel errichtet wurden und in deren Mitte seit 1911 eine Kirche steht. Die Schule gehört zur Hoffbauer-Stiftung, die auch das Evangelische Gymnasium Kleinmachnow ins Leben gerufen hat.

## Pädagogisches Konzept
Am Evangelischen Gymnasium Hermannswerder ist Religion verbindliches Unterrichtsfach von der Anfangsklasse bis zum Abitur. Regelmäßige Gottesdienste in der Inselkirche und Andachten in den Klassen gehören zum schulischen Leben. Die Schule steht jedoch allen Kindern unabhängig von ihrer konfessionellen, religiösen, sozialen oder ethnischen Herkunft offen.
Die Schule ist eine offene Ganztagsschule, d. h. es gibt über den regulären Fachunterricht hinaus ein freiwilliges Nachmittagsangebot für die Schüler. Das Angebot der Arbeitsgemeinschaften richtet sich nach Schülerinteresse, die Schwerpunkte liegen im musischen (Chor, Orchester, Big Band, Theater, Bildhauerei, Malerei, Film, Fotografie, Modeschneiderei u. a.) und im sportlichen Bereich (Rudern, Hockey, Handball, Volleyball u. a.) Bereich. Ferner gibt es je nach Interesse Forscherclubs in den Naturwissenschaften, weitere Fremdsprachengruppen, Schach und den Schulzoo. Durch die Kooperation mit der Kirchengemeinde Hermannswerder können die Schüler am Nachmittag auch den Konfirmandenunterricht besuchen und durch die Zusammenarbeit mit einer Musikschule Instrumentalunterricht erhalten.
Schüler, die eine besondere Begabung im künstlerischen Bereich zeigen oder sich in der Grundschule insgesamt durch hohe Leistungen auszeichnen, können sich am Evangelischen Gymnasium um die Aufnahme in eine Leistungs- und Begabungsklasse mit musischem Schwerpunkt bewerben. Diese Kinder kommen bereits nach vier Grundschuljahren nach Hermannswerder. In dieser Klasse werden Kunst und Musik mit erhöhter Stundenzahl und teilweise als Projektarbeit unterrichtet.
Das musische Angebot umfasst alle Bereiche der darstellenden und bildenden Künste: mehrere Chöre, ein Streichquartett, ein Kammerensemble und eine Schulband, das fächerübergreifende Theaterprojekt der 8. Klassen, eine Theater-AG und einen Wahlpflichtkurs Theater ab Klasse 9, mehrere Kurse Darstellendes Spiel, Musik und Kunst in der Oberstufe, Arbeitsgemeinschaften zu Film und Fotografie. Die Chöre geben Konzerte in der Insel eigenen Kirche sowie auf Chorfahrten und sind an der Gestaltung der Gottesdienste beteiligt. Auch bei Projekten wie der Berliner Domnacht wirken sie mit.
Gottesdienste, Feste, kulturelle und sportliche Veranstaltungen sind wichtiger Bestandteil des schulischen Lebens auf Hermannswerder.

## Persönlichkeiten

### Schulleiter
- 1970–1975: Walter Schulz
- 1975–1984: Raimund Hoenen
- 1984–2004: Christoph Schröder
- 2005–2007: Uwe Eisentraut
- 2007–2013: Wolfram Pfeiffer
- seit 2013: Leif Berling[1]

### Ehemalige Schülerinnen und Schüler
- Kai Feller, evangelischer Pastor, Abitur 1992
- Frederike Euler, Schauspielerin
- David Gill, Diplomat, Abitur 1988
- Klaus-Martin Bresgott, Kunsthistoriker und Dirigent, Abitur 1987
- Josefa Heinsius, Schauspielerin, Abitur 2020
- Martin Herche, evangelischer Theologe
- Klara Hunsche, Lehrerin, evangelische Theologin und Autorin, Lehrerexamen 1920
- Ruth Leiserowitz, Historikerin, Abitur 1978
- Renate Meinhof, Journalistin, Abitur 1985
- Markus Meckel, evangelischer Theologe und Politiker, Abitur 1971
- Eberhard Natho, evangelischer Theologe
- Martin-Michael Passauer, evangelischer Theologe
- Matthias Storck, evangelischer Pastor und Autor,
- Friedhart Vogel, evangelischer Theologe, Abitur 1961
- Johannes Walenta, Synchronsprecher
- Anne de Wolff, Musikerin, Abitur 1990
- Oswald Wutzke, Theologe und Politiker, Abitur 1959